# Kokhav Yaïr Tsour Yigaël
Kokhav Yaïr Tsour Yigaël (en hébreu כוכב יאיר צור יגאל) est une localité israélienne (un conseil local) située dans le centre du pays.

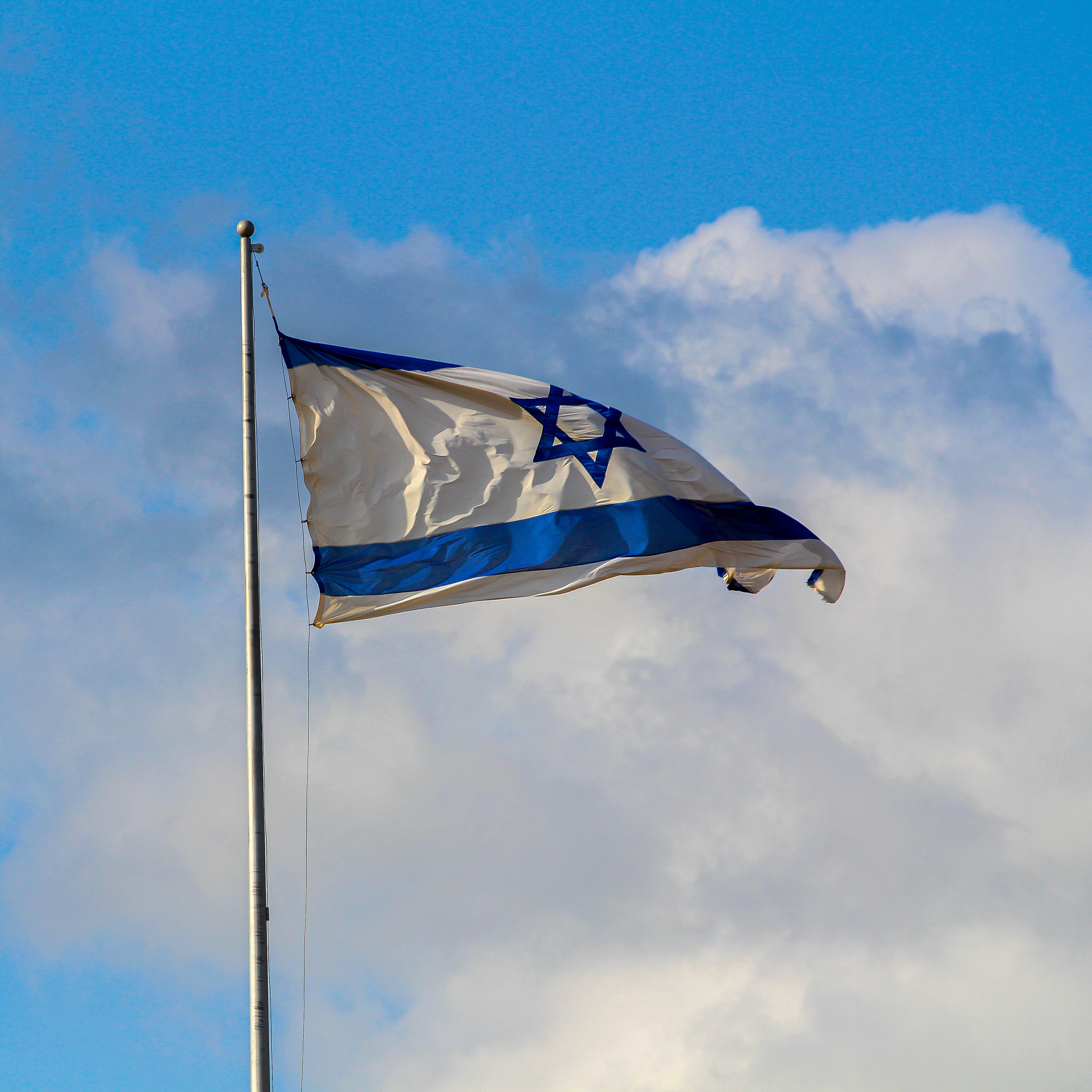
Drapeau israélien sur une colline à Tzur Yigal

Le conseil local a été créé en octobre 2003 lors de l'union entre le conseil local de Kokhav Yaïr et la localité de Tsour Yigaël, qui a alors été détachée du conseil régional de Drom HaSharon. En novembre 2003 ont eu lieu les premières élections du conseil local unifié. L'objectif du Ministère de l'Intérieur israélien est de fusionner Kokhav Yaïr avec Tsour Itshaq et les quartiers environnants afin de le transformer en une ville portant le nom de Kokhavéi Yaïr.